# Felix Lewandowsky
Felix Lewandowsky (ur. 1 października 1879 w Hamburgu, zm. 31 października 1921 w Bazylei) – niemiecki lekarz dermatolog.

## Życiorys
Syn kupca Abrahama Lewandowsky’ego i jego żony Nanny z domu Derenberg. Jego bratem był kompozytor Max Lewandowsky (1874–1906). Studiował medycynę w Strasburgu i ukończył studia w 1902. Następnie pracował w tym mieście jako asystent w instytucie higieny. Od 1903 do 1907 pracował w klinice dermatologicznej w Brnie, po czym powrócił do rodzinnego Hamburga. W 1917 roku przyjął zaproszenie kliniki chorób skóry w Bazylei i został jej ordynatorem i dyrektorem.

## Dorobek naukowy
Opublikował liczne prace, z których najważniejsze dotyczyły ropnych chorób skóry w okresie niemowlęcym i gruźlicy. W 1906 roku wraz z Jadassohnem przedstawił opis dysplazji ektodermalnej (zespół Jadassohna-Lewandowsky’ego). Podczas pobytu w Hamburgu w klinice Eduarda Arninga przy szpitalu św. Grzegorza opublikował klasyczny podręcznik gruźlicy skóry (Die Tuberkulose der Haut, J. Springer Verlag, 1916). Razem z Wilhelmem Lutzem opisał rzadką chorobę skóry, epidermodysplasia verruciformis (znaną też jako dysplazja Lewandowsky’ego-Lutza).

## Wybrane prace
- Zur Kenntniss des Phlorhizindiabetes. Archiv für Physiologie, no. 5/6: 365-376, 1901
- Über subkutane und periartikuläre Verkalkungen. „Virchows Archiv”. 181 (1), 1905. DOI: 10.1007/BF01994741.
- Jadassohn J, Lewandowsky F: Pachyonychia congenita keratosis disseminata circumscripta (follicularis). Tylomata, Leucokeratosis linguae. W: Ikonographia dermatologica. Albert Neisser, Eduard Jacobi (Hrsg.). Wien-Berlin: Urbach & Schwarzenberg, 1906, s. 29-31.
- Zur Pathogenese der multiplen Abszesse im Säuglingsalter. „Archiv für Dermatologie und Syphilis”. 80, s. 179-191, 1906. DOI: 10.1007/BF02026740.
- Experimentelle Studien über Hauttuberkulose. „Archiv für Dermatologie und Syphilis”. 98 (2-3), 1909. DOI: 10.1007/BF01823916.
- Über Impetigo contagiosa s. vulgaris nebst Beiträgen zur Kenntnis der Staphylo- und Streptokokken bei Hautkrankheiten. „Archiv für Dermatologie und Syphilis”. 94 (2-3), 1909. DOI: 10.1007/BF02107128.
- Die Tuberkulose der Haut. Berlin: J. Springer Verlag, 1916. Brak numerów stron w książce
- Lewandowsky F, Lutz W. Ein Fall einer bisher noch nicht beschriebener Hauterkrankung (Epidermodysplasia verruciformis). „Archiv für Dermatologie und Syphilis”. 141, s. 193-202, 1922.
- Über Lichen spinulosus. „Archiv für Dermatologie und Syphilis”. 73 (2-3), 1905. DOI: 10.1007/BF02445268.
- Lewandowsky F. Hauttuberkulose bei Tieren. „Verhandlungen der Deutschen derm. Ges. IX. Kongreß”, 1906. Bern.brak numeru strony
- Die Fortschritte der Syphilidologie, Öffentliche Antrittsvorlesung Universität Basel vom 1. März 1918, Verlag Schwabe, Basel 1918